# Gilles Hayne
Gilles Hayne   (Lieja, 29 de juliol de 1590 (Julià) - 28 de maig de 1650 (Julià)) fou un compositor del Principat de Lieja (a l'actual Bèlgica).
Se sap que fou chantre de la capella i canonge de Sant Joan de Lieja i intendent de música del duc Wolfgang Guillem I del Palatinat-Neuburg. De les seves nombroses composicions, se'n van publicar; Hymnus S. Casimiri, de 4 a 8 veus, amb baix continu (1620); Motella sacra, a 4, amb baix (1640); 4 Missae solemnes a 8, (1645); i 6 Missae 4 vocum (1651).